# Berta jezik
Berta jezik (beni shangul, bertha, barta, burta, wetawit, jebelawi; ISO 639-3: wti), jedini i istoimeni član skupine berta, nilsko-saharske jezične porodice, kojim govori blizu 125 000 ljudi u Etiopiji (popis iz 1998.) u području uz Plavi Nil i 22 000 u Sudanu.
Postoji nekoliko dijalekata, od kojih su dva ili više možda posebni jezici, to su: shuru, bake, undu, mayu, fadashi, dabuso i gobato.

## Vanjske poveznice
- Ethnologue (14th)
- Ethnologue (15th)